# کبود
کبود (به لاتین: glaucus) برای توصیف ظاهر خاکستری کم‌رنگ یا سبز مایل به آبی سطح برخی از گیاهان و همچنین در نام پرندگان، مانند کاکایی کبود (Larus hyperboreus)، کاکایی بال‌کبود (Larus glaucescens)، مکائوی کبود (Anodorhynchus glaucus) و فرخنده کبود (Traupis glaucocolpa).
اصطلاح glaucous همچنین از نظر گیاه‌شناسی به عنوان یک صفت به معنای «پوشیده‌شده با پوشش یا شکوفه مومی مایل به خاکستری، آبی یا سفید است که به راحتی ساییده می‌شود» (مانند برگ‌های کبود) استفاده می‌شود.
نخستین استفاده ثبت‌شده از glaucous به عنوان یک نام رنگ در انگلیسی در سال ۱۶۷۱ بود.

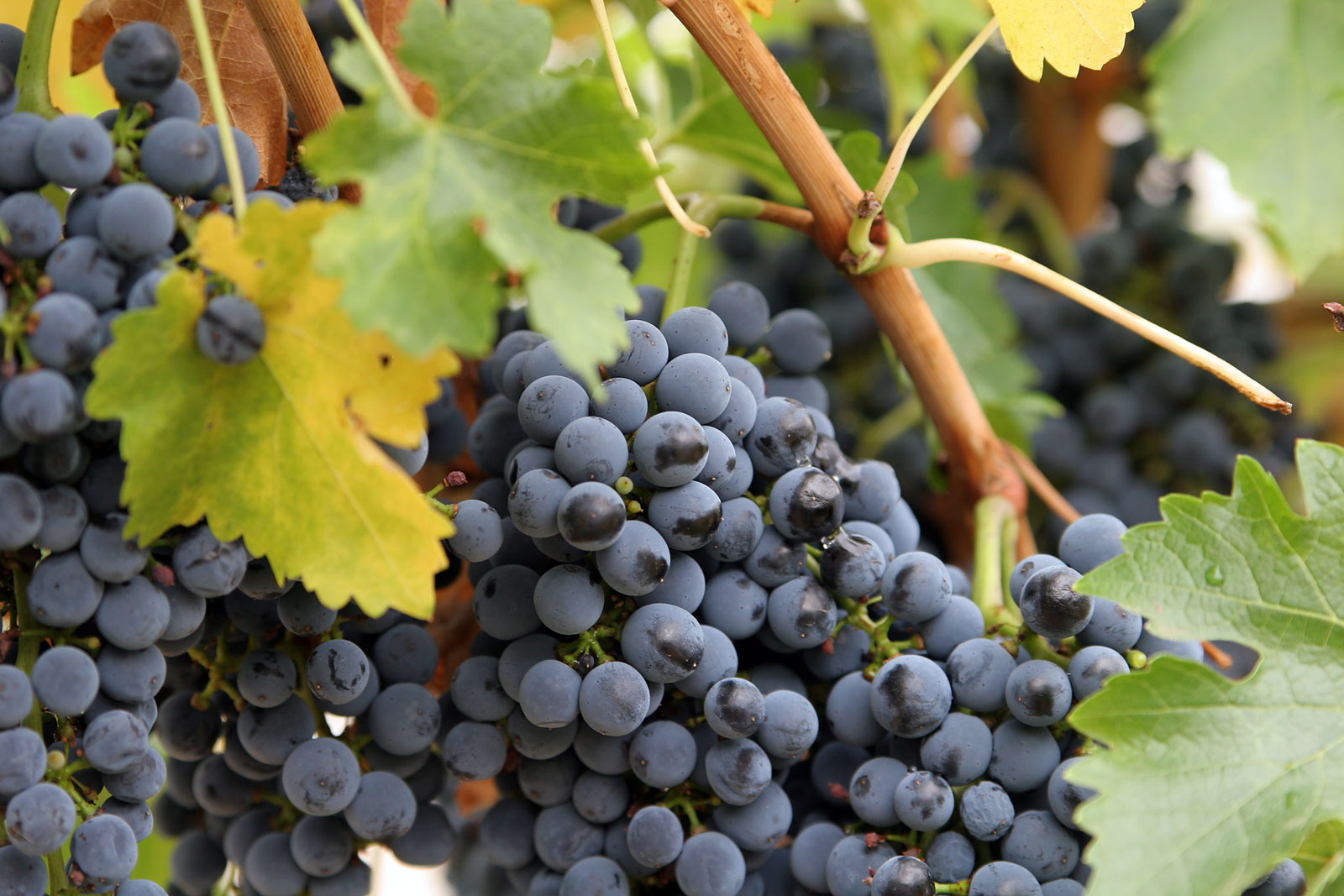
انگور شرابی با پوشش کبود
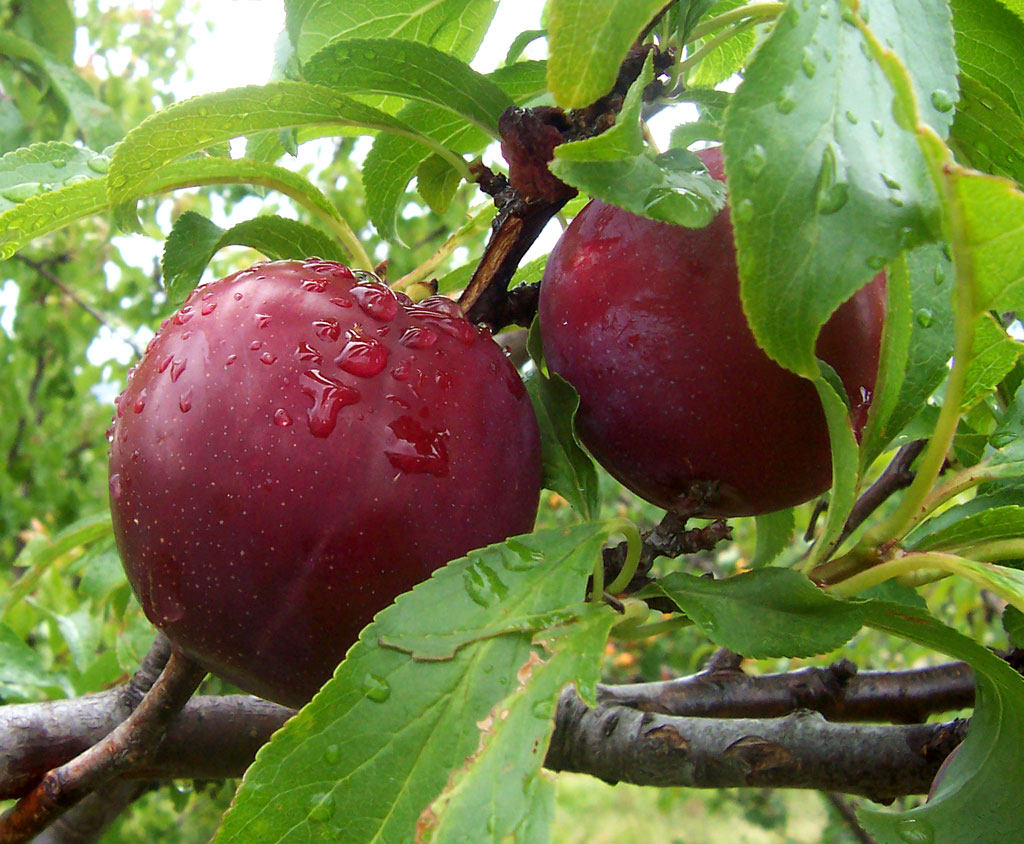
آلو با مقداری پوشش کبود قابل مشاهده است
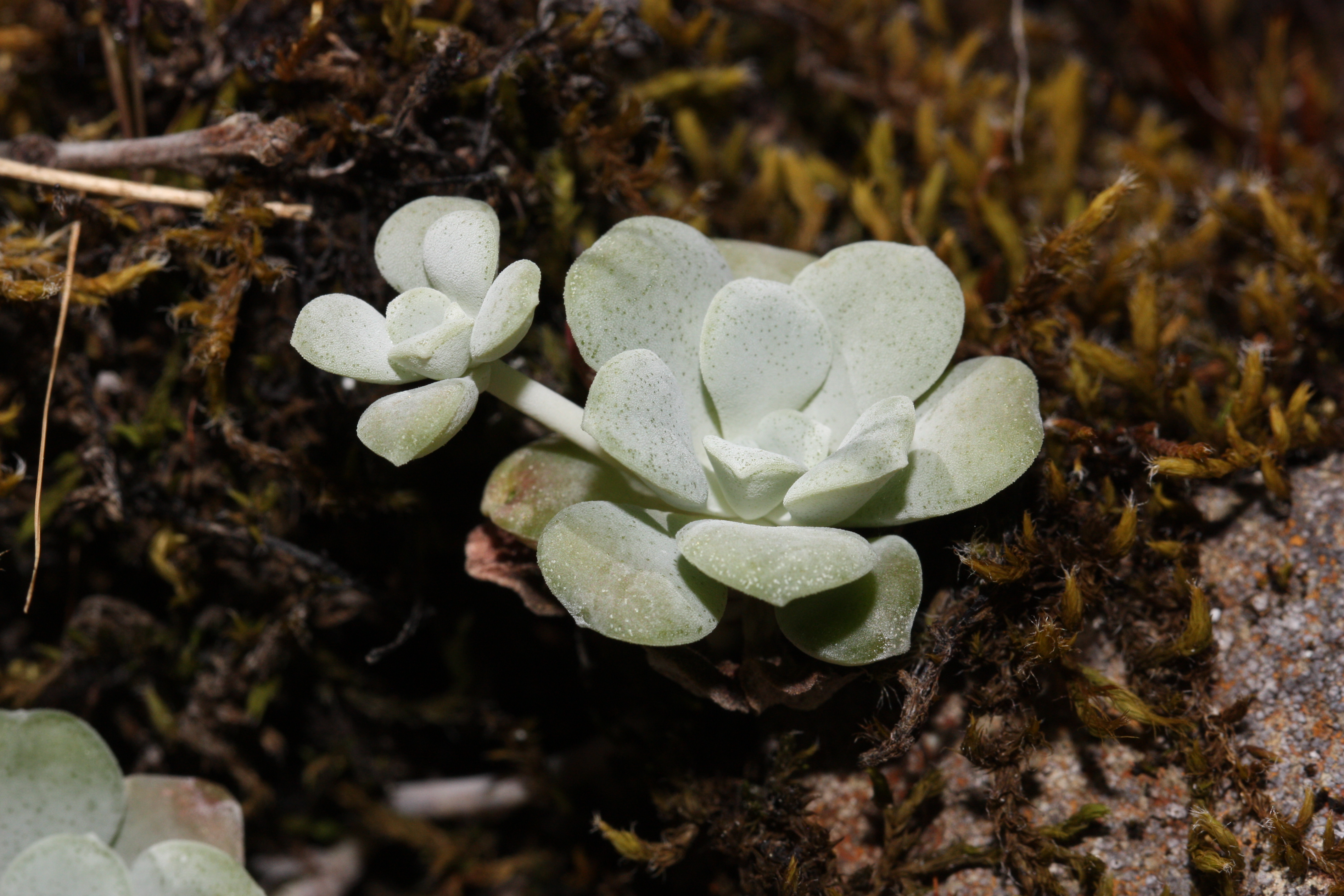
Sedum spathulifolium یک گیاه علفی و چند ساله کبود است.
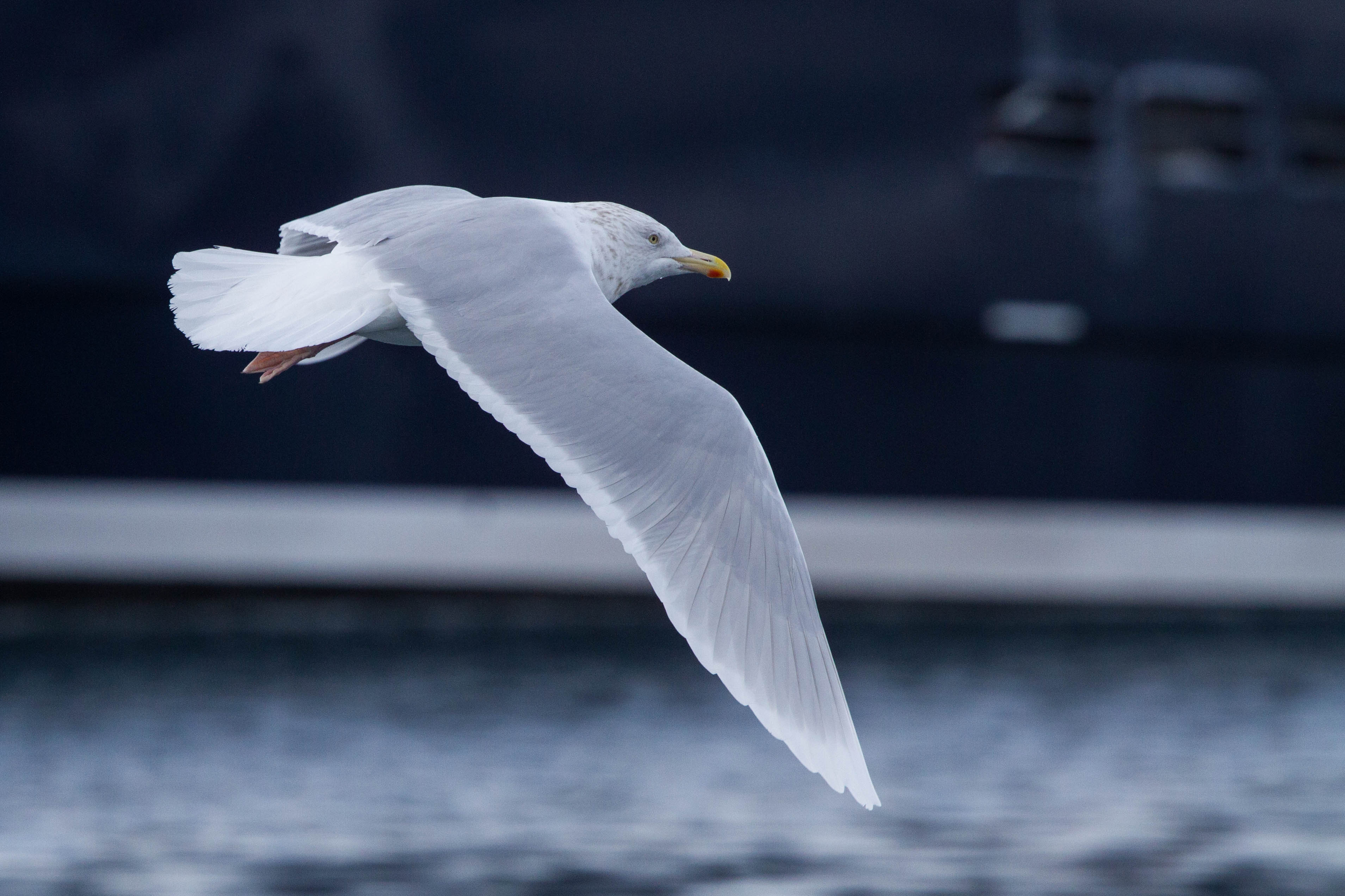
Larus hyperboreus (کاکایی کبود)
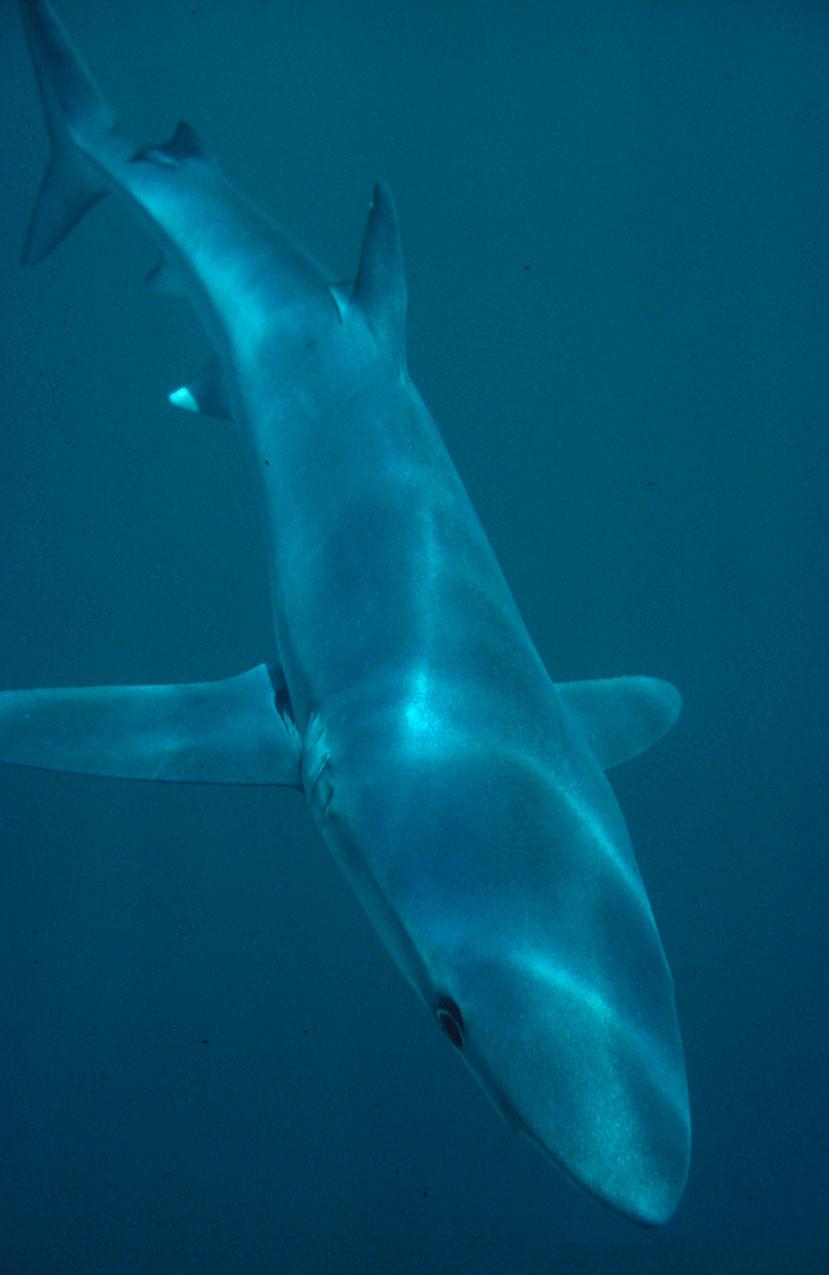
کوسه آبی ( Prionace glauca )